# Ван Шунь
Ван Шунь (кит. упр. 汪顺, пиньинь Wāng Shùn, род. 11 февраля 1994) — китайский пловец, олимпийский чемпион 2020 года на дистанции 200 метров комплексным плаванием, многократный призёр чемпионатов мира, двукратный чемпион мира на короткой воде, 5-кратный победитель Азиатских игр.

## Карьера
Родился в 1994 году в Нинбо провинции Чжэцзян. 
В 2010 году стал серебряным призёром Азиатских игр. В 2012 году принял участие в Олимпийских играх в Лондоне, но там стал лишь 22-м с результатом 2:00,85. В 2013 году завоевал бронзовую медаль чемпионата мира. В 2014 году стал бронзовым призёром Азиатских игр.
На Олимпийских играх 2016 года стал третьим на дистанции 200 метров комплексным плаванием с результатом 1:57,05.
На чемпионатах мира 2015 и 2017 годов выигрывал бронзовые медали на дистанции 200 метров комплексным плаванием. На этой же дистанции побеждал на чемпионатах мира на короткой воде 2016 и 2018 годов.
В 2021 году стал первым в истории азиатским пловцом, выигравшим олимпийское золото на дистанции 200 метров комплексным плаванием с результатом 1:55,00.
На Олимпийских играх 2024 года в Париже завоевал бронзу на дистанции 200 метров комплексным плаванием с результатом 1:56,00.
На чемпионате мира 2025 года в Сингапуре стал серебряным призёром в эстафете 4×200 метров вольным стилем. Эта медаль стала для Вана пятой на чемпионатах мира по водным видам спорта.

## Результаты на крупнейших соревнованиях

### Олимпийские игры
| Дистанция                            | 2012 | 2016 | 2020 | 2024 |
| ------------------------------------ | ---- | ---- | ---- | ---- |
| 200 метров комплексным плаванием     | 22   | 3    | 1    | 3    |
| 400 метров комплексным плаванием     | —    | 10   | 10   | —    |
| Эстафета 4×200 метров вольным стилем | —    | —    | 9    | —    |